# Kedvencek a világ körül – A Marco Polo-kódex
A Kedvencek a világ körül – A Marco Polo-kódex (eredeti cím: Cuccioli: Il Codice di Marco Polo) 2010-ben bemutatott egész estés olasz–spanyol–katalán 3D-s számítógépes animációs film, amely a Kedvencek a világ körül című animációs tévéfilmsorozat alapján készült. A forgatókönyvet Francesco Manfio, Sergio Manfio és Anna Manfio írta, az animációs filmet Sergio Manfio és Francesco Manfio rendezte, a zenéjét Sergio Manfio és Lorenzo Tomio szerezte. Az Edebé Audiovisual Licensing és a Gruppo Alcuni készítette, a 01 Distribution és az Alfa Pictures forgalmazta.
Olaszországban 2010. január 22-én mutatták be a mozikban, Magyarországon 2015. május 23-án vetítették le az M2-n.

## Szereplők
| Szereplő        | Eredeti hang      | Magyar hang      | Leírás                                              |
| --------------- | ----------------- | ---------------- | --------------------------------------------------- |
| Bonbon          | Monica Ward       | Mezei Kitty      | A vörös kiscica lány.                               |
| Cilinder        | Edoardo Nevola    | Vida Péter       | A kelekótya nyúl.                                   |
| Pio             | Luigi Rosa        | Markovics Tamás  | A béka.                                             |
| Mobil           | Paolo Lombardi    | Schneider Zoltán | A piros nyakörves skót terrier.                     |
| Díva            | Laura Lenghi      | Kiss Erika       | Az elbűvölő kacsa lány, aki rózsaszín masnit visel. |
| Anonymus        | Nem szólal meg    | Nem szólal meg   | A néma csibe.                                       |
| Varjúboszorkány | Paola Giannetti   | Makay Andrea     | A gonosz varjú boszorkány.                          |
| Ambrogio        | Gerolamo Alchieri | Forgács Gábor    | Varjúboszorkány kondor segéde.                      |
| Canbaluc        | Franco Mannella   | Szatory Dávid    | Egy hermelin.                                       |
| Cuncun          | Enrico Di Troia   | Szabó Máté       | Egy buta hermelin.                                  |
| Aldo            | Pino Ammendola    |                  | Egy Bagoly.                                         |
| Alda            | Tiziana Avarista  |                  | Aldo Húga.                                          |
| Bamba           | Mario Bombardieri |                  | Egy Nagy Darab Majom.                               |
| Rajim           | Luigi Ferraro     |                  | Egy Ravasz Majom.                                   |

- További magyar hangok: Imre István, Kajtár Róbert, Posta Victor, Uri István, Zöld Csaba